# Saison 1990-1991 du Stade rennais FC
Maillots
Chronologie
Saison précédente Saison suivante
La saison 1990-1991 du Stade rennais football club débute le 21 juillet 1990 avec la première journée du Championnat de France de Division 1, pour se terminer le 24 mai 1991 avec la dernière journée de cette même compétition. 
Le Stade rennais FC est également engagé en Coupe de France.

## Résumé de la saison
Après la remontée arrachée en fin de saison 1989-1990, le Stade rennais retrouve pour la énième fois la Division 1, quittée trois ans plus tôt, avec la ferme intention de s'y maintenir. La municipalité souhaite contribuer à cet objectif et apporte un soutien financier « sans précédent » à son club de football : 23 millions de francs doivent ainsi être progressivement injectés. Logiquement resté en poste, Raymond Keruzoré enregistre l'arrivée au sein du staff technique d'Yves Colleu, qui, comme l'ensemble de l'encadrement du Stade quimpérois, vient d'être remercié pour cause de descente en D3, mais aussi celle de son ancien coéquipier Loïc Kerbiriou, qui devient coordinateur technique.
Pour affronter la saison qui s'annonce, l'équipe première se renforce. Certes, elle perd le héros de la montée, Jean-Christophe Cano, mais elle enregistre les arrivées de quelques éléments d'expérience, tels que le Toulousain Jacky Paillard et le Cannois Jocelyn Rico, petit frère de Robert, l'ancienne gloire rennaise. Mais le transfert de l'intersaison est celui du Camerounais François Omam-Biyik, qui sort d'une Coupe du monde magnifique, où il eut l'honneur d'être le premier buteur du tournoi, face à l'Argentine tenante du titre. Pendant un temps, il est espéré que la nouvelle recrue sera associée à Laurent Delamontagne et Erik van den Boogaard au sein d'une ligne d'attaque à trois explosive, mais le buteur néerlandais est finalement transféré au FC Rouen pour des raisons techniques et financières, au grand regret de nombreux supporters.
La saison débute de façon très positive pour le Stade rennais qui, après avoir obtenu un bon nul à Saint-Étienne, parvient à battre de façon convaincante le Paris Saint-Germain, grâce à un superbe doublé d'Omam-Biyik (2 - 1). Le buteur s'affirme rapidement comme le fer de lance de son équipe, dont il marquera près de la moitié des buts durant la saison, mais l'attaque rennaise connaît beaucoup de difficultés à s'exprimer, et la défense, rapidement amputée de François Denis, gravement blessé, se révèle catastrophique. Troisième après la 4e journée, le SRFC enchaîne cinq défaites consécutives et se retrouve vingtième et dernier à la mi-septembre. Les illusions de l'été dissipées, le club sait alors qu'il devra se battre pour son maintien toute la saison.
Pour suppléer François Denis, un joker est engagé en octobre : il s'agit du défenseur néerlandais Arnold Oosterveer, qui évoluait depuis deux saisons à Niort. En octobre également, le club change de président. Jean-Raphaël Soucaret choisit de prendre du recul pour devenir président du conseil de surveillance de la SEM, et laisse son poste à René Ruello, industriel local intronisé par Edmond Hervé le maire de Rennes.
Sur les terrains, la situation ne s'arrange guère, malgré quelques victoires obtenues çà et là, souvent grâce aux exploits d'Omam-Biyik. Bordeaux et Toulouse tombent ainsi sous les coups de boutoir du Camerounais route de Lorient, avant que les Rennais ne remportent fin décembre un derby mouvementé face au Brest Armorique FC. Après l'ouverture du score par Laurent Delamontagne, les Brestois sont réduits à dix après la sortie sur blessure de Sékana Diaby (Slavo Muslin ayant déjà réalisé ses deux changements), puis à neuf après l'expulsion de Corentin Martins. Omam-Biyik et Sénoussi en profitent alors pour alourdir le score (3 - 0). Incapables de s'extirper de la zone de relégation, les Rennais voient avec espoir l'annonce des graves difficultés financières touchant les Girondins de Bordeaux : l'annonce de leur rétrogradation administrative au printemps fait reculer la place de barragiste à la dix-neuvième position. Reste que les « Rouge et Noir », éliminés peu glorieusement dès leur entrée en Coupe de France par le FC Rouen sur un but... d'Erik van den Boogaard, ont toutes les peines du monde à se débarrasser de leur vingtième place.
Une deuxième victoire lors d'un derby, cette fois contre le FC Nantes (2 - 0), entretient cet objectif, qui est enterré trois journées plus tard avec une défaite en déplacement face à Toulouse, concurrent direct pour le maintien. Comme un symbole, c'est une énorme erreur défensive, exploitée par le Toulousain Debève, qui scelle le score du match. Deux journées plus tard, et après une nouvelle défaite à Monaco (1 - 2), la relégation est définitivement acquise. Une nouvelle fois, un grand ménage s'annonce dans l'effectif et sur le banc de touche, puisque Raymond Keruzoré, de même que Loïc Kerbiriou, sont priés de s'en aller, rejetés par une bonne partie du personnel du club, dont la direction, les services administratifs et commerciaux, ainsi que le staff technique de la section amateurs et la structure de formation.
On croit que le SRFC va une nouvelle fois faire l'ascenseur, et repartir en juillet en deuxième division, mais un coup de théâtre se produit durant le début été. Comme Bordeaux avant eux, l'OGC Nice et le Brest Armorique FC sont à leur tour épinglés par la DNCG, et doivent respectivement repartir en D2 et chez les amateurs en D3. Conséquence, deux clubs sont repêchés. Après des tractations de trois semaines entre le club et la Ligue, le SRFC est finalement maintenu en D1 grâce à ses efforts en matière de gestion, tout comme Toulouse, qui avait échoué en barrages face au RC Lens.

## Transferts en 1990-1991
| Nom                   | Nationalité   | Provenance/Destination     |
| Arrivées              |               |                            |
| Sébastien Chauvel     | France        | FC Maure-de-Bretagne       |
| Laurent Huard         | France        | Saint-Marc-le-Blanc        |
| Cyril L'Helgouach     | France        | Le Mans UC                 |
| Éric Martin           | France        | US Ploubalay               |
| François Omam-Biyik   | Cameroun      | Stade lavallois            |
| Arnold Oosterveer     | Pays-Bas      | Chamois Niortais FC        |
| Jacky Paillard        | France        | Toulouse FC                |
| Jocelyn Rico          | France        | AS Cannes                  |
| Sylvain Ripoll        | France        | CPB Rennes                 |
| Moussa Traoré         | Côte d'Ivoire | Rio-Sports d'Anyama        |
| Départs               |               |                            |
| Jean-Christophe Cano  | France        | Olympique de Marseille     |
| Albert Falette        | France        | Le Mans UC                 |
| Christophe Fauvel     | France        | CS Louhans-Cuiseaux (prêt) |
| Thierry Turban        | France        | Le Mans UC (prêt)          |
| Erik van den Boogaard | Pays-Bas      | FC Rouen                   |

## L'effectif de la saison
| Poste¹ | Nat.² | Nom                  | Naissance         | Sélection³ | Championnat | Championnat | Coupe France | Coupe France | Total Saison | Total Saison | Notes                      |
| Poste¹ | Nat.² | Nom                  | Naissance         | Sélection³ | M           | But inscrit | M            | But inscrit  | M            | But inscrit  | Notes                      |
| ------ | ----- | -------------------- | ----------------- | ---------- | ----------- | ----------- | ------------ | ------------ | ------------ | ------------ | -------------------------- |
| M      | FRA   | Sébastien Chauvel    | 22 novembre 1972  | -          | 2           | 0           | 0            | 0            | 2            | 0            |                            |
| A      | FRA   | Laurent Delamontagne | 9 octobre 1965    | A'         | 34          | 5           | 1            | 0            | 35           | 5            |                            |
| M      | FRA   | Patrick Delamontagne | 18 juin 1957      | A          | 33          | 4           | 1            | 0            | 34           | 4            |                            |
| D      | FRA   | François Denis       | 14 mai 1964       | -          | 15          | 0           | 0            | 0            | 15           | 0            |                            |
| D      | FRA   | Régis Gorguès        | 6 mai 1972        | -          | 1           | 0           | 0            | 0            | 1            | 0            |                            |
| M      | FRA   | Thierry Goudet       | 11 novembre 1962  | -          | 30          | 0           | 1            | 0            | 31           | 0            |                            |
| M      | FRA   | Yannick Guillochon   | 2 juin 1960       | -          | 9           | 0           | 1            | 0            | 10           | 0            |                            |
| M      | FRA   | Frédéric Guimard     | 12 juin 1970      | -          | 2           | 0           | 0            | 0            | 2            | 0            |                            |
| G      | FRA   | Pierrick Hiard       | 27 avril 1955     | A          | 21          | 0           | 0            | 0            | 21           | 0            |                            |
| M      | FRA   | Laurent Huard        | 26 août 1973      | -          | 10          | 0           | 1            | 0            | 11           | 0            |                            |
| D      | FRA   | Serge Le Dizet       | 27 juin 1964      | A'         | 34          | 1           | 1            | 0            | 35           | 1            |                            |
| D      | FRA   | Arnaud Le Lann       | 7 novembre 1970   | -          | 2           | 0           | 0            | 0            | 2            | 0            |                            |
| D      | FRA   | Cyril L'Helgouach    | 25 septembre 1970 | -          | 27          | 0           | 0            | 0            | 27           | 0            |                            |
| G      | FRA   | Franck Mantaux       | 19 août 1965      | -          | 17          | 0           | 1            | 0            | 18           | 0            |                            |
| D      | FRA   | Éric Martin          | 8 août 1973       | -          | 1           | 0           | 0            | 0            | 1            | 0            |                            |
| D      | FRA   | Jean-Marc Miton      | 24 décembre 1959  | -          | 7           | 0           | 0            | 0            | 7            | 0            |                            |
| D      | FRA   | Alain Noël           | 3 février 1964    | -          | 3           | 0           | 0            | 0            | 3            | 0            |                            |
| A      | CMR   | François Omam-Biyik  | 21 mai 1966       | A          | 38          | 14          | 1            | 0            | 39           | 14           |                            |
| D      | NED   | Arnold Oosterveer    | 1er mars 1963     | -          | 24          | 0           | 0            | 0            | 24           | 0            | Arrive en octobre de Niort |
| M      | FRA   | Jacky Paillard       | 6 décembre 1962   | -          | 26          | 0           | 0            | 0            | 26           | 0            |                            |
| M      | FRA   | Jean-Luc Ribar       | 26 février 1965   | -          | 35          | 1           | 1            | 0            | 36           | 1            |                            |
| D      | FRA   | Jocelyn Rico         | 17 décembre 1959  | -          | 28          | 0           | 1            | 0            | 29           | 0            |                            |
| D      | FRA   | Sylvain Ripoll       | 15 août 1971      | -          | 9           | 0           | 1            | 0            | 10           | 0            |                            |
| M      | CHA   | Bob Sénoussi         | 15 octobre 1966   | -          | 24          | 2           | 0            | 0            | 24           | 2            |                            |
| D      | FRA   | Michel Sorin         | 18 septembre 1961 | -          | 38          | 0           | 1            | 0            | 39           | 0            |                            |
| A      | CIV   | Moussa Traoré        | 25 décembre 1970  | -          | 15          | 0           | 1            | 0            | 16           | 0            |                            |

- 1 : G, Gardien de but ; D, Défenseur ; M, Milieu de terrain ; A, Attaquant
- 2 : Nationalité sportive, certains joueurs possédant une double-nationalité
- 3 : sélection la plus élevée obtenue

## Les rencontres de la saison

### Liste
| Match | Date         | Compétition     | Tour        | Adversaire    | Lieu ¹ | Score | Class. | Buteurs pour le Stade rennais       |
| ----- | ------------ | --------------- | ----------- | ------------- | ------ | ----- | ------ | ----------------------------------- |
| 1     | 21 juillet   | Division 1      | 1           | Saint-Étienne | E      | 0–0   | 11     |                                     |
| 2     | 28 juillet   | Division 1      | 2           | Paris SG      | D      | 2–1   | 4      | Omam-Biyik                          |
| 3     | 4 août       | Division 1      | 3           | Brest         | E      | 0-0   | 5      |                                     |
| 4     | 11 août      | Division 1      | 4           | Nancy         | D      | 1–0   | 3      | Danio (csc)                         |
| 5     | 18 août      | Division 1      | 5           | Sochaux       | E      | 0–4   | 7      |                                     |
| 6     | 25 août      | Division 1      | 6           | Toulon        | E      | 0-1   | 13     |                                     |
| 7     | 29 août      | Division 1      | 7           | Nice          | D      | 0–3   | 16     |                                     |
| 8     | 8 septembre  | Division 1      | 8           | Auxerre       | E      | 0–4   | 19     |                                     |
| 9     | 15 septembre | Division 1      | 9           | Montpellier   | D      | 1–2   | 20     | Omam-Biyik                          |
| 10    | 22 septembre | Division 1      | 10          | Lyon          | E      | 0–0   | 18     |                                     |
| 11    | 29 septembre | Division 1      | 11          | Metz          | D      | 0–2   | 20     |                                     |
| 12    | 6 octobre    | Division 1      | 12          | Lille         | E      | 1-1   | 19     | P. Delamontagne                     |
| 13    | 17 octobre   | Division 1      | 13          | Caen          | D      | 1-1   | 20     | Omam-Biyik                          |
| 14    | 27 octobre   | Division 1      | 14          | Nantes        | E      | 0-2   | 20     |                                     |
| 15    | 2 novembre   | Division 1      | 15          | Bordeaux      | D      | 2–1   | 19     | Omam-Biyik                          |
| 16    | 11 novembre  | Division 1      | 16          | Marseille     | E      | 1–4   | 20     | Ribar                               |
| 17    | 24 novembre  | Division 1      | 17          | Toulouse      | D      | 2-0   | 19     | Omam-Biyik                          |
| 18    | 2 décembre   | Division 1      | 18          | Cannes        | E      | 0-1   | 20     |                                     |
| 19    | 7 décembre   | Division 1      | 19          | Monaco        | D      | 1-1   | 20     | Omam-Biyik                          |
| 20    | 16 décembre  | Division 1      | 20          | Paris SG      | E      | 1–1   | 20     | L. Delamontagne                     |
| 21    | 23 décembre  | Division 1      | 21          | Brest         | D      | 3-0   | 19     | L. Delamontagne Omam-Biyik Sénoussi |
| 22    | 13 janvier   | Division 1      | 22          | Nancy         | E      | 0–0   | 19     |                                     |
| 23    | 20 janvier   | Division 1      | 23          | Sochaux       | D      | 1–1   | 19     | Omam-Biyik                          |
| 24    | 27 janvier   | Division 1      | 24          | Toulon        | D      | 0-0   | 19     |                                     |
| 25    | 3 février    | Division 1      | 25          | Nice          | E      | 2-2   | 18     | Le Dizet L. Delamontagne            |
| 26    | 10 février   | Division 1      | 26          | Auxerre       | D      | 2-2   | 19     | Sénoussi L. Delamontagne            |
| 27    | 13 février   | Division 1      | 27          | Montpellier   | E      | 0–1   | 19     |                                     |
| 28    | 24 février   | Division 1      | 28          | Lyon          | D      | 2–0   | 19     | Garde (csc) L. Delamontagne         |
| 29    | 2 mars       | Division 1      | 29          | Metz          | E      | 0-2   | 19     |                                     |
| 30    | 9 mars       | Coupe de France | 1/32 finale | Rouen (D2)    | E      | 0-1   | 0-1    |                                     |
| 31    | 16 mars      | Division 1      | 30          | Lille         | D      | 1–3   | 20     | Omam-Biyik                          |
| 32    | 23 mars      | Division 1      | 31          | Caen          | E      | 0–2   | 20     |                                     |
| 33    | 6 avril      | Division 1      | 32          | Nantes        | D      | 2-0   | 20     | P. Delamontagne                     |
| 34    | 13 avril     | Division 1      | 33          | Bordeaux      | E      | 0-1   | 20     |                                     |
| 35    | 19 avril     | Division 1      | 34          | Marseille     | D      | 1–1   | 20     | P. Delamontagne                     |
| 36    | 27 avril     | Division 1      | 35          | Toulouse      | E      | 0–2   | 20     |                                     |
| 37    | 10 mai       | Division 1      | 36          | Cannes        | D      | 1-1   | 20     | Omam-Biyik                          |
| 38    | 17 mai       | Division 1      | 37          | Monaco        | E      | 1-2   | 20     | Omam-Biyik                          |
| 39    | 24 mai       | Division 1      | 38          | Saint-Étienne | D      | 0–2   | 20     |                                     |

- 1 N : terrain neutre ; D : à domicile ; E : à l'extérieur ; drapeau : pays du lieu du match international

## Bilan des compétitions
| Compétition     | Vainqueur final        | Débute au tour | Place ou tour final | Première rencontre | Dernière rencontre | Nombre |
| --------------- | ---------------------- | -------------- | ------------------- | ------------------ | ------------------ | ------ |
| Division 1      | Olympique de Marseille | 1re journée    | 20e                 | 21 juillet 1990    | 24 mai 1991        | 38     |
| Coupe de France | AS Monaco              | 1/32 de finale | 1/32 de finale      | 9 mars 1991        | 9 mars 1991        | 1      |

### Division 1

#### Classement
| Rang | Équipe                            | Pts | J  | G  | N  | P  | Bp | Bc | Diff |
| ---- | --------------------------------- | --- | -- | -- | -- | -- | -- | -- | ---- |
| 17   | Nancy                             | 33  | 38 | 11 | 11 | 16 | 38 | 58 | -20  |
| 18   | Sochaux                           | 32  | 38 | 8  | 16 | 14 | 24 | 33 | -9   |
| 19   | Toulouse (Barragiste)             | 31  | 38 | 8  | 15 | 15 | 33 | 45 | -12  |
| 20   | Rennes (Relégation en Division 2) | 28  | 38 | 7  | 14 | 17 | 29 | 51 | -22  |

### Résultats
| Total  | Total  | Total | Total | Total | Total | Total | Total | Domicile | Domicile | Domicile | Domicile | Domicile | Domicile | Extérieur | Extérieur | Extérieur | Extérieur | Extérieur | Extérieur |
| Matchs | Points | V     | N     | D     | BP    | BC    | Diff. | V        | N        | D        | BP       | BC       | Diff.    | V         | N         | D         | BP        | BC        | Diff.     |
| ------ | ------ | ----- | ----- | ----- | ----- | ----- | ----- | -------- | -------- | -------- | -------- | -------- | -------- | --------- | --------- | --------- | --------- | --------- | --------- |
| 38     | 28     | 7     | 14    | 17    | 29    | 51    | -22   | 7        | 7        | 5        | 23       | 21       | +2       | 0         | 7         | 12        | 6         | 30        | -24       |

### Résultats par journée
| Journée   | 01 | 02 | 03 | 04 | 05 | 06 | 07 | 08 | 09 | 10 | 11 | 12 | 13 | 14 | 15 | 16 | 17 | 18 | 19 | 20 | 21 | 22 | 23 | 24 | 25 | 26 | 27 | 28 | 29 | 30 | 31 | 32 | 33 | 34 | 35 | 36 | 37 | 38 |
| --------- | -- | -- | -- | -- | -- | -- | -- | -- | -- | -- | -- | -- | -- | -- | -- | -- | -- | -- | -- | -- | -- | -- | -- | -- | -- | -- | -- | -- | -- | -- | -- | -- | -- | -- | -- | -- | -- | -- |
| Terrain   | E  | D  | E  | D  | E  | E  | D  | E  | D  | E  | D  | E  | D  | E  | D  | E  | D  | E  | D  | E  | D  | E  | D  | D  | E  | D  | E  | D  | E  | D  | E  | D  | E  | D  | E  | D  | E  | D  |
| Résultats | N  | V  | N  | V  | D  | D  | D  | D  | D  | N  | D  | N  | N  | D  | V  | D  | V  | D  | N  | N  | V  | N  | N  | N  | N  | N  | D  | V  | D  | D  | D  | V  | D  | N  | D  | N  | D  | D  |
| Points    | 1  | 3  | 4  | 6  | 6  | 6  | 6  | 6  | 6  | 7  | 7  | 8  | 9  | 9  | 11 | 11 | 13 | 13 | 14 | 15 | 17 | 18 | 19 | 20 | 21 | 22 | 22 | 24 | 24 | 24 | 24 | 26 | 26 | 27 | 27 | 28 | 28 | 28 |
| Place     | 11 | 4  | 5  | 3  | 7  | 13 | 16 | 19 | 20 | 18 | 20 | 19 | 20 | 20 | 19 | 20 | 19 | 20 | 20 | 20 | 19 | 19 | 19 | 19 | 18 | 19 | 19 | 19 | 19 | 20 | 20 | 20 | 20 | 20 | 20 | 20 | 20 | 20 |

Source : Liste des rencontres

Terrain : D = Domicile ; E = Extérieur. Résultat: D = Défaite ; N = Nul ; V = Victoire.